# Arctosa renidescens
Arctosa renidescens is een spinnensoort in de taxonomische indeling van de wolfspinnen (Lycosidae).
Het dier behoort tot het geslacht Arctosa. De wetenschappelijke naam van de soort werd voor het eerst geldig gepubliceerd in 1995 door Jan Buchar & Konrad Thaler.